# Vinice (Sodražica, Slovenija)
Vinice je naselje u slovenskoj Općini Sodražici. Vinice se nalazi u pokrajini Dolenjskoj i statističkoj regiji Jugoistočnoj Sloveniji. 

## Stanovništvo
Prema popisu stanovništva iz 2002. godine naselje je imalo 101 stanovnika.